# RK Garešnica
Sportska udruga – Rukometni klub Garešnica (RK Garešnica; SURK Garešnica; Garešnica) je rukometni klub iz Garešnice, Bjelovarsko-bilogorska županija. Ženska rukometna ekipa RK Garešnice natječe se u 2. HRL – Sjever, a muška rukometna ekipa u 3. HRL – Sjever. 

## O klubu
U Garešnici je od 1954. do 1965. godine postojao rukometni klub "Partizan". Novi klub je osnovan 1971. godine pod imenom RK "Zvijezda", prema trgovačkom poduzeću "Zvijezda", koje je bilo sponzor kluba. Poduzeće "Zvijezda" se nakon nekog vremena preimenovalo u "Slaviju", te je klub promijenio naziv u RK "Slavija". Do raspada SFRJ, najveći uspjeh "Slavje" je bio plasman u Hrvatsku regionalnu ligu – Sjever 1984. godine, u kojoj sljedećih godina osvaja drugo, treće i četvrto mjesto. 
 
Početkom 1990-ih klub dobiva ime RK "Finag" po novom sponzoru, ali kasnije se naziva samo RK "Garešnica". Od sezone 1994./95. do 1998./99. su članovi 2. HRL – Sjever, a nakon ispadanja iz lige su članovi Međužupanjske lige i 3. HRL – Sjever, igrajući povremen i pod drugim nazivima, kao "Garešnica Žarkovo"'. 
Od sezone 2012./13. su ponovno u 2. – HRL Sjever, uz isnimku sezona 2016./17. i 2017./18. kad su se natjecali u 1. HRL – Sjever što predstavlja najveći ligaški uspjeh kluba. 

## Uspjesi
3. HRL – Sjever
- prvaci: 2024./25.

## Vanjske poveznice
- rkgaresnica.hr - službene stranice  Arhivirana inačica izvorne stranice od 1. siječnja 2019. (Wayback Machine)
- RK Garešnica, facebook stranica
- furkisport.hr/hrs, rezultati po sezonama
- sportilus.com, Sportska udruga rukometni klub Garešnica